# وليد عرجي
وليد عرجي مواليد 7 سبتمبر 1995 في زرالدة، الجزائر، هو لاعب كرة قدم جزائري يلعب مع اتحاد الجزائر يجيد اللعب في خط الوسط.

## المسيرة الاحترافية

### أندية لعب لها
- اتحاد الجزائر
- نصر حسين داي

## روابط خارجية
- وليد عرجي على موقع قاعدة بيانات كرة القدم.إي يو (الإنجليزية)
- وليد عرجي على موقع Soccerway.com (الإنجليزية)